# KVK Wellen
KVK Wellen is een Belgische voetbalclub uit Wellen. De club is aangesloten bij de KBVB met stamnummer 2825 en heeft blauw-geel-rood als kleuren. De club ontstond uit de fusies van verschillende Wellense clubs.

## Geschiedenis
Reeds rond 1920/21 werd in Wellen een club opgericht, Standaard Wellen. De ploeg speelde in zwart en geel. In 1931 hield de eerste ploeg het echter voor bekeken.
In 1934 ontstond Eendracht Wellen, dat in rood-wit speelde. In 1940 ontstond ook een nieuw Standaard Wellen. Standaard had aanvankelijk een blauw-witte uitrusting, maar na een verhuis van terrein in 1941 speelde men in rood-geel met zwarte broek. Aan het eind van de Tweede Wereldoorlog fusioneerden Eendracht en Standaard Wellen. Men zou aanvankelijk als Verbroedering Wellen doorspelen, maar uiteindelijk behield men de naam Eendracht.
Nog voor de Tweede Wereldoorlog, in 1939, was ook Sparta Wellen opgericht, dat in rood-zwart speelde. Na de oorlog speelden in Wellen dus de clubs Eendracht en Sparta. Beide fusioneerden uiteindelijk in 1961. De fusieclub werd Wellense SK genoemd, en speelde verder onder stamnummer 2825. De kleuren werden blauw en geel.
In 1971 bereikte Wellense SK Eerste Provinciale. In 1985 werd men kampioen, en voor het eerst promoveerde men naar de nationale reeksen. Wellense SK kon zich de volgende seizoenen handhaven in Vierde Klasse. In deze klasse eindigde de club meerdere malen op de derde plaats. In 1997 moest Wellen een play-off spelen tegen degradatie. Wellen won, en kon zich zo handhaven. In 1998 strandde men echter op een degradatieplaats, en zo zakte men na 13 seizoenen toch terug naar de provinciale reeksen.
In 1998 fusioneerde men dan met Wellen VV. Wellen VV was opgericht 1970 als een tweede Wellense club, en aangesloten bij de KBVB met stamnummer 8281. Wellen VV had rood als kleur en was opgeklommen tot in Eerste Provinciale. De fusieclub werd KVK Wellen genoemd, en speelde met stamnummer 2825 van Wellense SK verder. Stamnummer 8281 werd geschrapt. De fusieclub speelde verder in Eerste Provinciale.
In 2002 promoveerde KVK Wellen naar de nationale Vierde Klasse, maar na dit ene seizoen degradeerde men opnieuw. In 2014 werd KVK Wellen opnieuw kampioen, en promoveerde het wederom naar Vierde Klasse. In 2016 werd de voetbalpiramide drastisch hervormd, en kwam KVK Wellen terecht in (wat later bekend zou worden als) de Derde Afdeling. In 2024 wist de club via de eindronde promotie af te dwingen naar de Tweede Afdeling.

## Resultaten
| Seizoen         | Klasse | Klasse | Klasse | Klasse | Klasse | Reeks              | Punten | Opmerkingen                                                               |
|                 | I      | II     | III    | IV     | 1P     |                    |        |                                                                           |
| --------------- | ------ | ------ | ------ | ------ | ------ | ------------------ | ------ | ------------------------------------------------------------------------- |
| Als Wellense SK |        |        |        |        |        |                    |        |                                                                           |
| 1994/95         |        |        |        | 6      |        | Vierde Klasse C    | 37     | Verlies in eerste ronde eindronde voor promotie tegen White Star Lauwe.   |
| 1995/96         |        |        |        | 3      |        | Vierde Klasse C    | 49     | Verlies in tweede ronde eindronde voor promotie tegen AFC Tubeke.         |
| 1996/97         |        |        |        | 13     |        | Vierde Klasse C    | 34     | Winst in barrage voor behoud tegen RFC Doornik.                           |
| 1997/98         |        |        |        | 14     |        | Vierde Klasse C    | 23     |                                                                           |
| Als KVK Wellen  |        |        |        |        |        |                    |        |                                                                           |
| 1998/99         |        |        |        |        | 8      | Eerste Provinciale | 42     |                                                                           |
| 1999/00         |        |        |        |        | 2      | Eerste Provinciale | 72     |                                                                           |
| 2000/01         |        |        |        |        | 8      | Eerste Provinciale | 49     |                                                                           |
| 2001/02         |        |        |        |        | 1      | Eerste Provinciale | 65     |                                                                           |
| 2002/03         |        |        |        | 14     |        | Vierde Klasse C    | 29     |                                                                           |
| 2003/04         |        |        |        |        | 5      | Eerste Provinciale | 43     |                                                                           |
| 2004/05         |        |        |        |        | 7      | Eerste Provinciale | 45     |                                                                           |
| 2005/06         |        |        |        |        | 6      | Eerste Provinciale | 52     |                                                                           |
| 2006/07         |        |        |        |        | 3      | Eerste Provinciale | 58     | Verlies in tweede ronde eindronde voor promotie tegen Zinnik Sport.       |
| 2007/08         |        |        |        |        | 7      | Eerste Provinciale | 47     |                                                                           |
| 2008/09         |        |        |        |        | 8      | Eerste Provinciale | 42     |                                                                           |
| 2009/10         |        |        |        |        | 11     | Eerste Provinciale | 40     |                                                                           |
| 2010/11         |        |        |        |        | 5      | Eerste Provinciale | 46     | Verlies in eerste ronde eindronde voor promotie tegen Standard FC Bièvre. |
| 2011/12         |        |        |        |        | 2      | Eerste Provinciale | 62     |                                                                           |
| 2012/13         |        |        |        |        | 3      | Eerste Provinciale | 50     |                                                                           |
| 2013/14         |        |        |        |        | 1      | Eerste Provinciale | 64     |                                                                           |
| 2014/15         |        |        |        | 8      |        | Vierde Klasse C    | 42     |                                                                           |
| 2015/16         |        |        |        | 12     |        | Vierde Klasse C    | 37     |                                                                           |
|                 | 1A     | 1B     | 1N     | 2Af    | 3Af    |                    |        | Vanaf 2016/17 zijn er 3 nationale en 2 regionale niveaus                  |
| 2016/17         |        |        |        |        | 11     | Derde Klasse Am. B | 36     |                                                                           |
| 2017/18         |        |        |        |        | 2      | Derde Klasse Am. B | 55     | Verlies in eerste ronde eindronde voor promotie tegen SC Dikkelvenne.     |
| 2018/19         |        |        |        |        | 8      | Derde Klasse Am. B | 42     |                                                                           |
| 2019/20         |        |        |        |        | 8      | Derde Klasse Am. B | 41     |                                                                           |
| 2020/21         |        |        |        |        | -      | Derde Afdeling B   | -      | Competitie niet afgewerkt vanwege COVID-19-pandemie.                      |
| 2021/22         |        |        |        |        | 8      | Derde Afdeling B   | 44     |                                                                           |
| 2022/23         |        |        |        |        | 5      | Derde Afdeling B   | 53     | Verlies in eerste ronde eindronde voor promotie tegen KVC Houtvenne.      |
| 2023/24         |        |        |        |        | 5      | Derde Afdeling B   | 47     | Promotie dankzij licentieproblemen concurrenten.                          |
| 2024/25         |        |        |        | 12     |        | Tweede Afdeling B  | 32     |                                                                           |
| 2025/26         |        |        |        |        |        | Tweede Afdeling B  |        |                                                                           |

## Bekende (oud-)spelers
- Dylan Vanwelkenhuysen
- Kris Vincken
- Kerem Zevne